# Certima strigifera
Certima strigifera là một loài bướm đêm trong họ Geometridae.